# Drumul lui Leșe
Drumul lui Leșe este o emisiune a posturilor naționale de televiziune, TVR 2, respectiv TVR 3 realizată și prezentată de prof.dr. Grigore Leșe.